# 185-й гвардійський важкий бомбардувальний авіаційний полк (СРСР)
185-й гвардійський Кіровоградсько-Будапештський Червонопрапорний важкий бомбардувальний авіаполк (185 гв. ВБАП) — військове формування ВПС СРСР, що існувало у 1949—1992 роках. Полк постійно базувався на авіабазі Полтава. Входив до складу 13-ї гвардійської Дніпропетровсько-Будапештської ордена Суворова важкої бомбардувальної авіаційної дивізії, штаб якої також знаходився в Полтаві. Був елітним, одним з найбільш досвідчених та боєздатних авіаційних полків у Дальній авіації Радянського Союзу.
Після розпаду СРСР у 1992 році увійшов до складу Збройних сил України як 185-й важкий бомбардувальний авіаційний полк.

## Історія
Заснований 20 лютого 1949 року.[джерело?]
У 1946 році з Любліну (Польща) на авіабазу Полтава-4 перебазувалася 13-та гвардійська Дніпропетровсько-Будапештська важка бомбардувальна авіаційна дивізія. Разом зі штабом дивізії на Полтавський аеродром перебазувався 185-й гвардійський Кіровоградсько-Будапештський важкий бомбардувальний авіаційний полк.
У 1949 році полк перший у Військово-повітряних силах СРСР отримав на озброєння важкі бомбардувальники Ту-4. З 1955 року на озброєнні 185 гв. ВБАП — важкі реактивні бомбардувальники Ту-16.

### Участь у війні в Афганістані
За допомогою до дальньої авіації звернулися в жовтні 1988 року, з початком завершального етапу виведення військ, коли очікувалася активізація дій противника.
До групи включили літаки та екіпажі гвардійських частин ДА: ескадрилью Ту-16 251 гв. ВБАП з Білої Церкви і дві ескадрильї Ту-22МЗ з полтавського 185 гв. ВБАП. Їх розмістили на двох сусідніх аеродромах Мари-1 і Мари-2.
Багато цілей знаходились в околицях Кандагара і Джелалабада, вже залишених радянськими військами. Бомбардування тут носили характер противаги безперервним обстрілам і вилазкам, тим більше, що сподіватися на активні дії урядових гарнізонів не доводилося. Це позначалося і на характері роботи дальньої авіації, розрізняючи собі об'єкти ударів лише географічно. Ту-22МЗ полтавського полку облаштувалися на аеродромі Мари-2.
Залучення полтавчан до бойового дебюту нових бомбардувальників обґрунтовувалося тим, що 185 гв. ВБАП був лідерним в освоєнні машини і мав найбільший досвід її експлуатації, включаючи польоти на дальні полігони з практичним бомбометанням.
Полк заслужено вважався найбільш боєздатним в ДА, а його колишній командир П. С. Дейнекін, свого часу в числі перших у ВПС освоїв Ту-22М, до описуваного часу став командувачем Дальньої Авіацією і, добре знаючи можливості своїх колишніх товаришів по службі, не відчував сумнівів в виправданості вибору. Участь в афганській кампанії мала стати справжньою бойовою перевіркою для Ту-22М3 — новітньою і найбільш сучасної техніки ВПС, що освоювалась в частинах.
Рішення про залучення нових машин стало результатом наполегливості керівництва Дальньої Авіації, адже літак на той час навіть не був офіційним чином прийнятий на озброєння.
Поява Ту-22МЗ означало якісно новий рівень «афганського» угруповування ВПС. Нові машини мали досконалий навігаційний комплекс НК-45 і прицільно-навігаційну апаратуру, яка давала точний вихід на цілі і бомбометання, якісне радіозв'язкове обладнання та значний асортимент бойового навантаження.

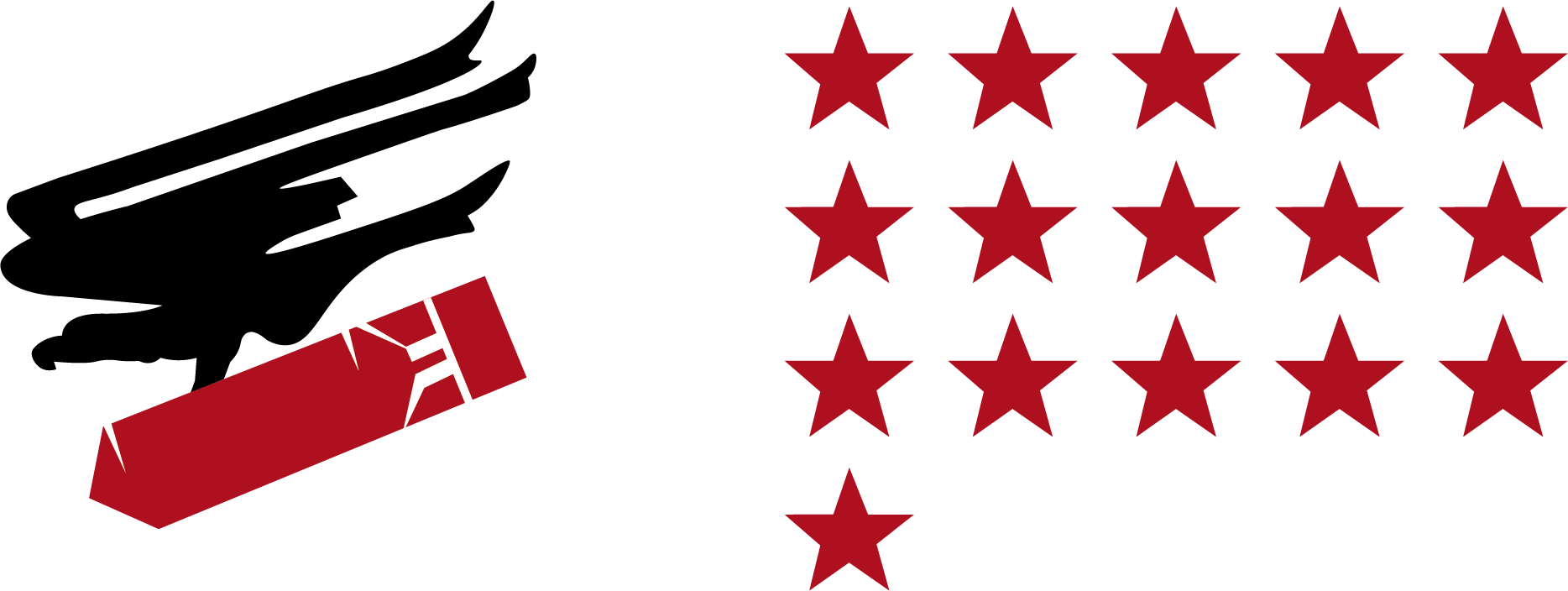
Бортова емблема на Ту-22М3 б/н 50 зі складу 2-ї ескадрильї 185 гв. ВБАП. Аеродром Мари-2, грудень 1988

Якісна навігація НК-45 забезпечувала автономне визначення координат місця розташування літака, видаючи всю необхідну інформацію екіпажу і виробляючи рішення навігаційних і тактичних ударних завдань за допомогою бортової обчислювальної машини ЦВМ «Орбіта-10ТС». Хоча грузовідсік Ту-22МЗ не був розрахований на бомби крупніше три тони, загальна маса вантажу могла досягати 24 т. Для роботи з Мари-2 були обрані більш помірні варіанти, що не перевищували 12 т, з міркувань збереження «летючості» і прийнятною керованості машини.
31 жовтня відбувся перший виліт. Як і в двох наступних, цілі розташовувалися біля Кандагара — в гірському масиві на півночі і «зеленці» на півдні уздовж річки Дорі, де перебували загони, які блокували дороги до міста. 3 листопада бомби лягли в околицях кандагарської авіабази по районам, звідки вівся її обстріл. На наступний день ціллю стало містечко Джалез, що лежало у вигідному для душманів місці — ущелині з виходом прямо до Кабулу. З найближчих гір відкривалася панорама столиці, а поруч проходила траса на південь країни.
Надалі бомбардування велися в північно-східному секторі навколо Кабула, де зосереджувалися пускові установки, які обстрілювали місто ракетами. Удари по «душманському кільцю» навколо Кабула тривали наступні два тижні, припадаючи переважно на навколишні гірські плато і хребти, звідки з блок-постів відзначали пуски, а також по розвіданим складах і сховищам ракет.
Після кількох бомбардувань з використанням ФАБ-500 від них відмовилися, перейшовши на більший калібр, що дозволяв більш повно використовувати можливості машин. Типовими варіантами стали дві ФАБ-3000 або вісім ФАБ-1500, при цьому залучену на одну ціль групу намагалися завантажувати однотипно, щоб різниця в підвісці не ускладнювала політ в строю.
На початку грудня 1988 року естафету прийняла 326-та важка бомбардувальна авіадивізія. На зміну полтавчанам прибули екіпажі і машини оршанського 402 ВБАП.
Група управління полку, беручи участь в бойових вильотах, зуміла налагодити ефективну роботу. З вечора по дзвінку з Ташкента розбирали карти, і до отримання бойового наказу екіпажі вже були в готовності. Літаки чекали їх повністю спорядженими, відразу після попереднього вильоту отримуючи «чергову» зарядку бомб і заправку в 40 т гасу, яка дозволяла відпрацювати по будь-яким цілям.
У польоті користувалися картами десятикілометрового масштабу, а над місцем удару орієнтувалися по більш детальним «двокілометрівкам» і «півкілометрівкам», заздалегідь ретельно вивчивши кожну гору на планшеті. Вильоти проводились силами вісімки Ту-22МЗ.
Поескадрільно призначалися і цілі, іноді дробилися по четвіркам і парам. Зазвичай вони були груповими і знаходилися в 500—1000 м одна від одної. Іноді на удар посилали відразу дві ескадрильї. Літаки які йшли на завдання вирулювали всі відразу, шикуючись перед стартом і починаючи розбіг відразу по відриву ведучого. Цим досягався швидкий зліт, за яким вже на розвороті навколо аеродрому група збиралася зімкнутим строєм і йшла на ціль колоною пар зі 150-м перевищенням відомого, 10-секундним інтервалом між парами і 40-секундним — між ланками.
Після розпаду СРСР у 1992 році увійшов до складу Збройних сил України як 185-й важкий бомбардувальний авіаційний полк.

## Катастрофи
- 26 червня 1956р. катастрофа літака Ту-16А, аеродром Полтава, Полтава 185 ВБАП, КК м-р Бондаренко. Злетівши з аеродрому Полтави, на висоті 11000 м у районі Рязані літак потрапив в сильні грозові розряди. Мимовільно відключилися двигуни. Причину катастрофи встановити не вдалося, але аварійна комісія зробила припущення, що після зупинки обох двигунів екіпаж втратив орієнтування на місцевості. На висоті 500-600 метрів важка машина вийшла з хмарності, але часу на запуск двигунів вже не було. Екіпаж з 6 осіб загинув: м-р Бондаренко М.Л., к-н Щербань Г.М., ст. л-т Румянцев В.Е., л-т Клименко Г.І., л-т Понамарев В.І., л-т Бабанов В.Н.
- 4 жовтня 1968 р. катастрофа літака Ту-16, аеродром Полтава, 185 ВБАП, капітан літака Яшуков В.П. Екіпаж переганяв літак з аеродрому Прилуки на аеродром Полтава. Літак увійшов в хмари на висоті 250 м на видаленні 4 км від кінця злітної смуги, потім різко знизився до висоти 100 м і знову набрав висоту, потім перейшов на зниження та зіткнувся з землею. Командир вогневих установок, побачивши незвичайну поведінку літака, на висоті 1200 м катапультувався. Решта членів екіпажу загинули (к-н Яшуков В.П., ст.л-т Скляров І.С., л-т Карнаущенков А.В., сержант перечесу А.Є., ст.л-т Черевко А.Я);[1]